# Politische Parteien in Japan
Japan besitzt in der Nachkriegszeit ein pluralistisches Mehrparteiensystem mit einer dominanten Partei, der seit ihrer Gründung 1955 mit bisher nur zwei Unterbrechungen (1993–94 und 2009–12) dauerregierenden Liberaldemokratischen Partei (LDP).
In den 1990ern wurde das Parteiensystem umgewälzt, als einerseits viele LDP-Mitglieder die Partei verließen und neue Parteien gründeten und andererseits die bis dahin noch größte Oppositionspartei, die Sozialistische Partei Japans (SPJ), weiter an Boden verlor und dann während einer (anfangs noch Großen) Koalition mit der LDP zur Kleinpartei schrumpfte. Nach zahlreichen Parteiumbildungen wurde die Demokratische Partei zum Sammelbecken der Opposition. 2009 gelang es ihr schließlich, die Unterhausmehrheit und die Regierungsführung zu übernehmen, sie verlor aber rasch an Popularität und schon 2010 die Oberhausmehrheit. 2012 wurde sie in einem Erdrutsch wieder abgewählt. Schon während und nach ihrer Regierungszeit verließen zahlreiche Abgeordnete die Partei, später folgten Parteispaltungen und -vereinigungen.
Die größte Oppositionspartei ist (Stand: April 2023) die Konstitutionell-Demokratische Partei (KDP), die inzwischen einen erheblichen Teil der ehemaligen Demokraten vereinigt. Weitere während des Zerfalls der Demokratischen Partei und ihrer Nachfolger entstandene Oppositionsparteien sind die im September 2020 durch den Zusammenschluss der Mehrheit der Mitglieder mit der KDP auf eine Rumpfpartei reduzierte Demokratische Volkspartei (DVP) und die nationalkonservativ-regionalistische Nippon Ishin no Kai, in der ehemalige Demokraten und Liberaldemokraten versammelt sind. Daneben existieren drei einigermaßen kontinuierlich existierende Parteien, zwei größere, die Kommunistische Partei Japans (KPJ), die durchgehend in Opposition war, und die Kōmeitō, der politische Arm der buddhistischen Organisation Sōka Gakkai, der seit 1999 zur Regierungskoalition der LDP gehört, sowie die inzwischen sehr kleine Sozialdemokratische Partei (SDP), der Nachfolger der SPJ. Seit 2019 im Nationalparlament vertretene Parteien mit gesetzlichem Parteistatus sind die linke Reiwa Shinsengumi von Tarō Yamamoto und die vielfach umbenannte und 2023/2024 zersplitterte [Anti-]NHK-Partei, die den öffentlich-rechtlichen Rundfunk Japans, die NHK, in bestehender Form ablehnt. Bei der Wahl 2022 zog die rechtspopulistische Sanseitō („Partizipationspartei“) mit gesetzlichem Parteinstatus ins Parlament ein, bei der Wahl 2024 die Nippon Hoshutō („Konservative Partei Japans“).

## Geschichte vor 1945

### Meiji-Zeit
Nach der Meiji-Restauration begannen sich die ersten politischen Parteien aus der „Bewegung für Freiheit und Volksrechte“ in Opposition zur sogenannten „Meiji-Oligarchie“ zu formieren. Die älteste politische Partei Japans war die Öffentliche Gesellschaft von Patrioten (aikoku kōtō), die 1874 gegründet wurde. Kurze Zeit später wurde 1881 die Liberale Partei (jiyūtō) gegründet. Mit der Einrichtung des Reichstags war eine Hauptforderung der Bewegung erfüllt. Die entstandenen Gruppierungen waren die Keimzelle für die Parteien im Parlament. Am 1. Juli 1890 fanden die ersten Wahlen zum Unterhaus statt, die zugleich die ersten Wahlen in einem asiatischen Land waren.
Die Parteien hatten anfangs wenig Einfluss auf die Regierung und Konflikte insbesondere über den Haushalt führten zu mehreren Auflösungen des Unterhauses aber auch zu Regierungswechseln durch Rücktritte. Itō Hirobumi, selbst einer der bedeutendsten Vertreter der „Meiji-Oligarchie“ und von 1892 bis 1896 zum zweiten Mal Premierminister, erkannte bald die Notwendigkeit einer die Regierung stützenden Partei im Parlament, fand aber anfangs keine Unterstützung bei der Liberalen Partei (ursprünglich: „Konstitutionell-Liberale Partei“), die rund ein Drittel der Sitze im Unterhaus hielt und zusammen mit der Rikken Kaishintō („Konstitutionelle Fortschrittspartei“) gegen die Militärausgaben der Regierung opponierte. Erst nach dem Ersten Japanisch-Chinesischen Krieg von 1894/95 fand er Verbündete in der Liberalen Partei. Im Jahr 1900 begründete er mit Beamten und der Kenseitō, die aus der Liberalen Partei und Teilen der Fortschrittspartei hervorgegangen war, das Rikken Seiyūkai. Die Partei wurde auf Jahrzehnte die dominierende Partei im Unterhaus.

### Taishō-Zeit
Der Einfluss der Parteien im japanischen Parlament war eher gering, da die Zustimmung des Parlaments nur auf wenige Bereiche, z. B. die Verabschiedung des Haushalts, beschränkt war und die Regierung außerparlamentarisch durch die herrschenden Oligarchen bestimmt wurde. Erst nach dem Taishō Seihen von 1913 entwickelte sich unter öffentlichem Druck eine stärker an das Parlament gebundene Regierungsform, die sogenannte „Taishō-Demokratie“. In dieser Zeit wurden die Regierungen erstmals mit den Führern der im Parlament vertretenen Parteien besetzt, um die Kooperation des Parlaments mit der Regierung zu stärken. 1925 wurden die bereits mehrfach gelockerten Zensusbeschränkungen des Wahlrechts aufgehoben und das allgemeine Wahlrecht für Männer über 25 eingeführt.
Die einflussreichsten Parteien der „Taishō-Demokratie“ waren das Rikken Seiyūkai, das Kenseikai (später: Rikken Minseitō) und das Rikken Dōshikai – alle drei bürgerliche Parteien. Neben die Meiji-Oligarchien und das Militär traten zunehmend die großen Industriekonglomerate (Zaibatsu) im Ringen um politischen Einfluss.
Zugleich begann sich nach dem Ersten Weltkrieg und der Russischen Revolution die politische Linke in Gewerkschaften und Verbänden zu formieren – anfangs jedoch ohne Repräsentation im Parlament. 1926 entstand die Arbeiter- und Bauernpartei (rōdō-nōmin-tō), der eine Reihe weiterer Neugründungen und Abspaltungen folgten. Erst 1932 entstand mit der Shakai Taishūtō („Sozialistische Massenpartei“) eine relativ gemäßigte Partei, die nennenswerte Erfolge bei Wahlen erzielen konnte. Radikalere Gruppierungen wie die 1922 gegründete Kommunistische Partei Japans, die sich gegen das Kaisertum und den Kapitalismus wandten, wurden vom Staat durch Sondergesetze, Verhaftungswellen und Razzien verfolgt und erreichten keine breite gesellschaftliche Basis.

### Zeit des Militarismus
Der wachsende Einfluss des Militärs auf die Regierung nach dem Beginn der Großen Depression und dem Einmarsch in der Mandschurei 1931 reduzierte den Einfluss der Parteien wieder, die Opposition wurde gleich- oder ausgeschaltet. Insbesondere nach dem Angriff auf China 1937 verschärfte sich das innenpolitische Klima.
Rechtsgerichtete Geheimbünde und nationalistische Militärzirkel destabilisierten die Parteienkabinette durch Anschläge und Pläne für einen Staatsstreich. Nach dem Putschversuch am 15. Mai 1932 begann mit dem Kabinett von Saitō Makoto die Zeit der „Kabinette der nationalen Einheit“ (挙国一致内閣, kyokoku itchi naikaku), die das Ende der Parteienherrschaft markierten. Die bürgerlichen Parteien Seiyūkai und Minseitō reagierten auf den Machtverlust, indem sie selbst eine aggressivere Außenpolitik forderten und zu Kompromissen mit dem Militär bereit waren; das Seiyūkai nahm allerdings nach der Bildung des Kabinetts Okada 1934 für einige Zeit eine Oppositionshaltung ein, verlor aber 1936 die Unterhausmehrheit. Die „Sozialistische Massenpartei“, die zwar gegen Japans Austritt aus dem Völkerbund gewesen war und den Einfluss des Militärs bekämpfte, wandte sich ebenfalls nicht entschieden gegen die Expansion auf dem Festland; sie konnte bei den letzten Vorkriegswahlen im April 1937 mit 36 von 466 Sitzen ihr bestes Wahlergebnis erzielen.
Nach dem Ausbruch des Zweiten Japanisch-Chinesischen Krieges 1937 unterstützten viele Parteipolitiker die Aggression auf dem Festland. Gesetze zur von Teilen der Regierung verfolgten Errichtung eines „nationalen Verteidigungsstaates“ und einer „neuen politischen Ordnung“ – kurz der Unterordnung von Politik und Wirtschaft unter militärische Belange – wurden nun mit Zustimmung der Parteien verabschiedet, darunter 1938 das Kokka-sōdōin-hō, das „nationale Mobilmachungsgesetz“, das der Regierung weitgehende Eingriffe in die Privatwirtschaft erlaubte. Die Regierung wurde durch Sondervollmachten und neue Behörden wie das Kikakuin schrittweise zentralisiert und der Kontrolle durch das Parlament teilweise entzogen. Im Oktober 1940 bedeutete die Schaffung des Taisei Yokusankai („Bund zur Förderung der Kaiserherrschaft“) und einer Einheitsfraktion im Parlament das formale Ende der politischen Parteien, die sich – einschließlich der Sozialisten, inzwischen mehrheitlich eine nationalistisch-sozialistische Partei – selbst auflösten.
Das Taisei Yokusankai erreichte aber nicht das ursprüngliche Ziel, die alten politischen Strukturen vollständig zu verdrängen. Und bei der Shūgiin-Wahl 1942, der einzigen Wahl während des Krieges, verhinderten schon der Wahlkampf und der Nominierungsprozess unter Ägide des Innenministeriums und einer Kommission unter Abe Nobuyuki, dass die etablierten Politiker der ehemaligen Parteien wie von Premierminister Tōjō beabsichtigt durch „progressive“ oder „reformistische“ (kakushin), d. h. loyale, militaristische, Kandidaten ersetzt würden. Und die Wähler gaben darüber hinaus 85 Kandidaten ohne Yokusan-Nominierung ein Mandat.
Nach der Kapitulation Japans unter dem Eindruck der Atombombenabwürfe auf Hiroshima und Nagasaki und dem Kriegseintritt der Sowjetunion begann unter Regie des Supreme Commander for the Allied Powers (SCAP), den amerikanischen Besatzungsbehörden, der Aufbau einer demokratischen politischen Ordnung, die formal in der Verfassung von 1947 festgeschrieben wurde. Bereits 1945 formierten sich neue Parteien, die zum Teil personell an die Parteien der Vorkriegszeit anknüpften.

## Amerikanische Besatzung und Nachkriegszeit
Während der alliierten Besatzung Japans wurden mit der Formierung neuer Parteien und zwei Reformen des Wahlrechts 1945 und 1947 die Grundlagen der Parteienlandschaft der Nachkriegszeit gelegt. Nach einer Phase von Koalitionsregierungen und mehreren Parteiumbildungen mündete dies 1955 in das sogenannte „55er-System“, das von der Liberaldemokratischen Partei (LDP) als bürgerliche Regierungspartei und der Sozialistischen Partei Japans (SPJ) als größte Oppositionspartei bestimmt wurde. Dieses System erodierte ab den 1960er Jahren vor allem auf Seiten der SPJ, blieb aber in seiner Grundstruktur bis Anfang der 1990er Jahre erhalten.
In einem „Boom neuer Parteien“ formierten sich ab 1992 immer neue Parteien, die 1993 zum Machtverlust der LDP und danach zum endgültigen Bedeutungsverlust der SPJ als Sammelbecken der Opposition führten. Nach zahlreichen Umbildungen stabilisierte sich die Parteienlandschaft vorübergehend in den 2000er Jahren: Die LDP kehrte 1994 in die Regierung zurück, war aber auf eine Koalition mit kleineren Partnern angewiesen; und die Demokratische Partei übernahm 1998 die Rolle als größte Oppositionspartei. Nach der Unterhauswahl 2009 konnte sie zwar die Regierung übernehmen, musste sie aber nach der Wahl 2012 wieder an die LDP abgeben und ist schließlich in mehrere Teile zerbrochen.

### Die konservativen Parteien bis zur Gründung der LDP
Hauptartikel: Hoshu Gōdō
Die bedeutendste der 1945 gegründeten Parteien war die Liberale Partei, der auch Yoshida Shigeru, der bestimmende Politiker der Nachkriegszeit auf japanischer Seite angehörte. Sie knüpfte an das Rikken Seiyūkai der Vorkriegszeit an. Daneben entstand die liberaler ausgerichtete „Fortschrittspartei Japans“ (Nihon Shimpotō) in Anknüpfung an die Rikken Minseitō. Aus ihr gingen die Demokratische Partei, die Kaishintō („Fortschrittspartei“) und schließlich die Demokratische Partei Japans hervor. Die größte einer Reihe weiterer bürgerlicher Parteien war die 1947 entstandene Kokumin Kyōdōtō („Volks-Kooperationspartei“), die später in der Kaishintō aufging, und eine zentristische Ausrichtung hatte.
In der sogenannten „Konservativen Fusion“ (hoshu gōdō) am 15. November 1955 schlossen sich die beiden verbliebenen Parteien, die Liberale Partei und die Demokratische Partei Japans zur Liberaldemokratischen Partei zusammen. Damit entstand das so genannte 55er-System mit einer dominierenden konservativen Partei, der eine linksorientierte Partei als Opposition gegenübersteht.

### LDP-Dominanz
Hauptartikel: Liberaldemokratische Partei (Japan)
Die Liberaldemokratische Partei führte Japan im wirtschaftlichen Aufstieg der Nachkriegszeit und regierte von ihrer Gründung ununterbrochen für fast 38 Jahre. Die LDP vertrat in dieser Zeit eine gelenkte Marktwirtschaft (siehe MITI), die unbedingte Westbindung im Bündnis mit den USA, eine zurückhaltende Wiederbewaffnung in Form der Selbstverteidigungsstreitkräfte und eine Klientelpolitik, die viele Infrastrukturprojekte auch für ländliche Gebiete, aber auch Korruptionsskandale mit sich brachte. Nach dem Verlust der Regierungsbeteiligung 1993 für fast ein Jahr stellte sie seit 1996 wieder den Premierminister, regierte aber seit 1999 durchgehend in Koalition. Bei der Unterhauswahl 2009 verzeichnete die LDP eine erdrutschartige Niederlage und war bis zur folgenden Wahl 2012 die größte Oppositionspartei.
Von 1976 bis 1986 bestand der „Neue Liberale Klub“ (新自由クラブ, Shin Jiyū Kurabu), eine Abspaltung von städtischen LDP-Mitgliedern, die aufgrund von Skandalen die Partei verließen und eine Reform des Wahlrechts sowie der Wahlkampffinanzierung forderten.

### Die politische Linke
Ähnlich den meisten westlichen Industrieländern kann die politische Linke in Japan auf einige der ältesten politischen Organisationen zurückgreifen. Vergleichbar ist auch die personelle und organisatorische Nähe zu den Gewerkschaften.
Nach dem ersten Ampo Tōsō, dem Kampf der Linken gegen die Neuauflage des US-japanischen Sicherheitsvertrages 1959/60, arbeiteten Kommunistische und Sozialistische Partei in den 1960er und frühen 70er Jahren in einer Einheitsfront bei Wahlen vor allem auf Präfektur- und Kommunalebene zusammen. Die kakushin tōitsu (革新統一, dt. etwa „progressive Einheit“) genannte Kooperation konnte vor allem in Großstädten Wahlerfolge erzielen, zu den sogenannten „progressiven Gebietskörperschaften“ (kakushin jichitai) gehörten zeitweise auch fünf große Gebietskörperschaften, die im Akronym T.O.K.Y.O. zusammengefasst wurden: Die Präfekturen Tokio (Gouverneur Minobe Ryōkichi, 1967–1979), Osaka (Kuroda Ryōichi, 1971–1979), Kyōto (Ninagawa Torazō, 1950–1978) und Okinawa (Yara Chōbyō, 1972–1976) sowie die Stadt Yokohama (Bürgermeister Asukata Ichio, 1963–1978).

#### Die Kommunistische Partei
Hauptartikel: Kommunistische Partei Japans
Die Kommunistische Partei Japans (日本共産党, Nihon Kyōsantō, KPJ) wurde bereits 1922 im Untergrund gegründet. Sie strebte lange Zeit eine „demokratische Revolution des Volkes und eine anschließende sozialistische Revolution“ an und vertrat auch eine radikal pazifistische Politik, die unter anderem die Forderung nach einer parlamentarischen Republik an Stelle der konstitutionellen Monarchie einschloss. Später revidierte die KPJ jedoch große Teile ihres Parteiprogramms und bekennt sich zur japanischen Verfassung und damit auch zum Kaiser in seiner heutigen Rolle, d. h. ohne als Staatsoberhaupt festgeschrieben zu sein und ohne eigenständige Autorität in Staatsangelegenheiten. Sie toleriert die Existenz der Selbstverteidigungskräfte, die sie aber nach wie vor für verfassungswidrig hält und langfristig abschaffen will, und lehnt das militärische Bündnis mit den USA in bisheriger – oder erst recht, wie von der Regierung verfolgt, in auf bewaffnete Auslandseinsätze an der Seite der USA und deren Verbündeten ausgedehnter – Form ab.

#### Die Sozialdemokratische Partei
Hauptartikel: Sozialistische Partei Japans, Sozialdemokratische Partei (Japan) und Demokratisch-Sozialistische Partei (Japan)
1945 wurde die Sozialistische Partei Japans (SPJ) gegründet. Sie war bis Anfang der 1990er Jahre die größte Oppositionspartei. 1947 stellte sie mit Katayama Tetsu erstmals den Premierminister, die Regierung zerbrach jedoch bald im Flügelstreit. Nach einer ersten Phase der Spaltung in den 1950er Jahren verließ der gemäßigtere rechte Flügel im Streit um den Sicherheitsvertrag mit den USA endgültig die Partei und gründete die Demokratisch-Sozialistische Partei (DSP), die als eigentlicher Vertreter der japanischen Sozialdemokratie gesehen werden kann, bei Wahlen aber trotz ihrer gemäßigteren Positionen weniger erfolgreich als die Sozialistische Partei war. Die DSP wurde 1994 Teil der Shinshintō.
Die SPJ änderte 1996 ihren Namen in Sozialdemokratische Partei, nachdem sie im Laufe der Zeit selbst einige ihrer radikalen Positionen aufgegeben hatte. In den 1990er Jahren gewann sie zwar eine Regierungsbeteiligung und sogar das Ministerpräsidentenamt in der Regierung von Tomiichi Murayama, verlor aber ihre Rolle als stärkste Oppositionspartei zu Gunsten der Shinshintō und schließlich der Demokratischen Partei. 2009 wurde sie als kleiner Koalitionspartner Teil der Regierungskoalition der Demokraten, die sie 2010 wieder verließ.

### Kōmeitō
Hauptartikel: Kōmeitō
Einige Mitglieder der einflussreichen buddhistischen Sekte Sōka Gakkai, deren Mitgliedschaft in der unmittelbaren Nachkriegszeit stark zunahm, kandidierten bei den Unterhauswahlen von 1956 und den Oberhauswahlen 1959 erfolgreich für das japanische Parlament. 1962 erreichte die Gruppe Fraktionsstärke und nannte sich nun Kōmei Seiji Renmei (公明政治連盟; „Bund für saubere Politik“); zwei Jahre später wurde daraus der politische Arm der Sōka Gakkai, die Kōmeitō. Programmatischer Inhalt der Partei ist der humanitäre Sozialismus mit einer strikten Abgrenzung gegenüber den Kommunisten.
Die zwischenzeitlich aufgelöste und 1998 rekonstituierte (Neue) Kōmeitō ist seit 1999 Teil der Regierungskoalitionen der LDP.

### Reformperiode
Die frühen 1990er Jahre brachten nach dem Ende der Bubble Economy neben einer lähmenden Wirtschaftskrise einen Boom neuer Parteien (新党ブーム, Shintō būmu), deren Vielzahl nur von ihrer Kurzlebigkeit überboten wurde. Hauptakteure einiger der wichtigsten Parteineu- und -umbildungen waren zwei ehemalige Führungspolitiker der LDP, Ichirō Ozawa und Tsutomu Hata. Die neuen Parteien konnten 1993 erreichen, dass die LDP für fast ein Jahr die Regierungsbeteiligung verlor.
Die erste Neugründung dieser Zeit war 1992 die Neue Japan-Partei von Morihiro Hosokawa. Ein Jahr später, 1993, verließen Ichirō Ozawa und Tsutomu Hata die LDP und gründeten die Erneuerungspartei. Dadurch verlor Premierminister Kiichi Miyazawa die absolute Mehrheit im Parlament, was in den resultierenden Neuwahlen bestätigt wurde. Hosokawa bildete eine Koalitionsregierung unter Beteiligung aller Parteien außer der KPJ und der LDP, die aber nach weniger als einem Jahr scheiterte. Eine Minderheitsregierung unter Premierminister Hata währte nur rund zwei Monate. Gleichzeitig mit der Erneuerungspartei war die Neue Partei Sakigake von Masayoshi Takemura entstanden; sie ermöglichte nun gemeinsam mit der SPJ der LDP die Rückkehr an die Macht.
Wichtigstes Ergebnis des Jahres 1994 war eine Wahlrechtsreform, die es kleineren Parteien durch die Abschaffung der Mehrmandatswahlkreise erschwert, Direktmandate zu erringen, zugleich aber auch ein Grabenwahlsystem einführte, bei dem ein Teil der Sitze im Unterhaus durch Verhältniswahl besetzt wird. Eine weitere wichtige Änderung war eine öffentliche Parteienfinanzierung, die die Abhängigkeit von Parteispenden reduzieren sollte. Pro Einwohner stellt die Regierung jährlich 250 Yen zur Verfügung, die aufgeschlüsselt nach Wahlergebnissen an die Parteien verteilt werden.
Nach dem Scheitern der Anti-LDP-Koalition schlossen sich 1994 die Erneuerungspartei, die Neue Japan-Partei, die Kōmeitō und die DSP zur Neuen Fortschrittspartei (Shinshintō) zusammen, die die Führungsrolle in der Opposition übernahm. 1997 zerfiel sie wieder in verschiedene Gruppierungen: Die ehemalige Kōmeitō kam als Neue Kōmeitō zurück, einige Anhänger Ozawas schlossen sich zur Liberalen Partei zusammen, und einige traten der LDP bei.

### Die Demokratische Partei
Hauptartikel: Demokratische Partei und Demokratische Fortschrittspartei
1996 gründeten ehemalige LDP-Mitglieder und Sozialdemokraten zusammen die Demokratische Partei (engl. als DPJ abgekürzt). Nach dem Zerfall der Neuen Fortschrittspartei hat sie 1998 die meisten der entstandenen Parteien geschluckt und sich zur dominierenden Oppositionspartei entwickelt. Von 2006 bis 2009 stand sie unter dem Vorsitz von Ichirō Ozawa, der mit seiner Liberalen Partei 2003 den Demokraten beigetreten war. Bei der Oberhauswahl 2007 konnte die Partei die LDP erstmals in der Wählergunst übertreffen und unter Yukio Hatoyama 2009 die Regierung übernehmen, musste sie jedoch nach der Wahl 2012 nach zwei weiteren Premierministern (Naoto Kan und Yoshihiko Noda) wieder an die LDP abgeben.
2008 gründete der aus der Demokratischen Partei ausgetretene Hideo Watanabe mit vier weiteren Abgeordneten den Kaikaku Club („Reformklub“; engl. Japan Renaissance Party), der im Parlament mit der LDP zusammenarbeitete.
Im März 2016 fusionierte die DPJ mit der Ishin no Tō zur Demokratischen Fortschrittspartei (Minshintō, engl. The Democratic Party, abgekürzt DP), welche sich im Mai 2018 mit der zuvor abgespaltenen Partei der Hoffnung zur Demokratischen Volkspartei (kurz DVP; Kokumin Minshutō, engl. Democratic Party For the People) zusammenschloss.

#### Abspaltungen und teilweise Wiedervereinigung
Hauptartikel: Konstitutionell-Demokratische Partei, Partei der Hoffnung und Demokratische Volkspartei
Nach der Verkündung von vorgezogenen Neuwahlen durch Premierminister Shinzō Abe im September 2017 gründete die relativ populäre Tokioter Gouverneurin Yuriko Koike die konservative Partei der Hoffnung (Kibō no Tō, kurz Kibō) und zielte dabei auf eine absolute Mehrheit im Parlament. Kurz darauf gab der Minshintō-Vorsitzende Seiji Maehara nach Absprache mit Koike bekannt, dass die Minshintō keine eigenen Kandidaten für die kommende Wahl aufstellen werde und versicherte den Minshintō-Mitgliedern, sie im Falle einer Kandidatur für die Kibō no Tō zu unterstützen. An diese hatte sie bereits eine Reihe von Abgeordneten verloren. Nachdem Koike mehrfach darauf hingewiesen hatte, dass sie keinesfalls alle Anhänger der Minshintō aufnehmen und jeden Beitrittskandidaten auf seine politische Einstellung prüfen werde, gaben mehrere linksorientierte Minshintō-Mitglieder daraufhin bekannt, nicht für die Koikes Partei kandidieren zu wollen. Dazu gehörten beispielsweise die ehemaligen Premierminister Naoto Kan und Yoshihiko Noda sowie der stellvertretende Vorsitzende der Minshintō, Yukio Edano. Folglich gründete Edano als Alternative zur Kibō no Tō die eher linksliberal ausgerichtete Konstitutionell-Demokratische Partei (kurz KDP; Rikken Minshutō; engl. The Constitutional Democratic Party of Japan, kurz CDP). Während sich Kan der KDP anschloss, traten Noda und andere unter der Führung Katsuya Okadas als Unabhängige an. Sie bildeten nach der Wahl die Unterhausfraktion Mushozoku no Kai. Die Kibō konnte letztlich lediglich 50 Sitze gewinnen, die KDP dagegen 55.
Im Mai 2018 fusionierten Kibō und Minshintō zur Demokratischen Volkspartei (kurz DVP), nachdem beide Parteien sehr tiefe Umfragewerte zu verzeichnen hatten. Ziel des Zusammenschlusses war es, die KDP im Parlament quantitativ zu übertreffen und zur stärksten Oppositionspartei zu werden. Letztendlich traten aufgrund interner Streitigkeiten innerhalb der Parteien lediglich 62 Abgeordnete der DVP bei, während es bei einer vollständigen Zusammenlegung zu einer Summe von 107 Abgeordneten gekommen wäre. Einige der Fusionsgegner schlossen sich der KDP an, andere wurden parteilos. Die KDP behielt ihre Position.

### Die Neuwahlen zur Postprivatisierung 2005
Hauptartikel: Neue Partei Japan und Neue Volkspartei
Im Streit um die von Premierminister Jun’ichirō Koizumi als wichtigstes innenpolitisches Projekt forcierten Privatisierung der japanischen Post wendeten sich erhebliche Teile der LDP gegen ihn. Indem er nicht nachgab, gelang es Koizumi zwar sein Image als Reformer zu stärken; allerdings verließ eine Reihe von Abgeordneten die LDP, darunter einige namhafte Parteiführer (u. a. Shizuka Kamei, Tamisuke Watanuki, Takeo Hiranuma). Teile der sogenannten „Rebellen“ organisierten sich in der Neuen Partei Japan und der Neuen Volkspartei. Bei der von Koizumi vorzeitig veranlassten Unterhauswahl 2005 gelang es ihm aber, viele Kandidaten (sogenannte „Attentäter“, oft faktionsungebundene Koizumi-Loyalisten) gegen die LDP-Rebellen ins Parlament zu bringen und der politische Schaden für die LDP blieb begrenzt.
Die beiden entstandenen Parteien waren Splitterparteien mit wenigen Abgeordneten. Sie arbeiteten im Parlament mit der Demokratischen Partei zusammen; die Neue Volkspartei war von 2009 bis 2012 formal in die Regierungskoalition eingebunden.

### „3. Säule“: Parteineubildungen 2009–2012
Im Zuge der Parteineubildungen während und nach der Regierungszeit der Demokraten sprachen Medien und Beobachter zum Teil von einer neuen „3. Säule“ (第三極, daisan-kyoku) im Parteiensystem, die sich aber bis Anfang 2016 selbst wieder in fünf Parteien zersplittert hatte.
Vor den Unterhauswahlen 2009 gründete der ehemalige LDP-Politiker Yoshimi Watanabe gemeinsam mit drei weiteren Abgeordneten aus beiden großen Parteien die Minna no Tō. Die zentristische Partei erhielt 4,2 Prozent der Verhältniswahlstimmen und gewann insgesamt fünf Mandate. Nach der Wahl, bei der LDP von 300 auf 119 Sitze zurückfiel und erstmals seit 1994 die Regierungsbeteiligung verlor, verließen weitere Führungspolitiker die LDP und gründeten neue Parteien: Der in Umfragen beliebte ehemalige Sozialminister Yōichi Masuzoe gründete mit dem Kaikaku Club die Shintō Kaikaku, die wie die Minna no Tō die Reformen der Ministerialbürokratie und das von der Regierung formulierte Ziel eines schlankeren Haushalts unterstützte, in außen- und verfassungspolitischen Fragen aber eher konservative Positionen einnahm. Fast gleichzeitig mit der Shintō Kaikaku wurde Tachiagare Nippon von Kaoru Yosano, der als Verfechter einer Haushaltskonsolidierung galt, und Takeo Hiranuma, einem ausgesprochenen Konservativen in gesellschaftlichen Fragen, gegründet. Sie wurde auch vom damaligen Tokioter Gouverneur Shintarō Ishihara unterstützt, einem sozial-konservativen ehemaligen LDP-Politiker.
Weitere 2010 gegründete Parteien rekrutierten sich aus den Reihen der Kommunal- und Präfekturpolitiker. Tōru Hashimoto, Gouverneur von Osaka, gründete das Ōsaka Ishin no Kai („Versammlung zur Erneuerung Osakas“), Hiroshi Yamada, ehemaliger Bürgermeister von Suginami und NFP-Abgeordneter, gründete die Nippon Sōshintō, und Takashi Kawamura, Bürgermeister von Nagoya, begründete Genzei Nippon („Steuersenkung Japan“). Die Parteien setzten sich insbesondere für Reformen der regionalen Verwaltung ein, das Ōsaka Ishin no Kai und Genzei Nippon standen der Minna no Tō nahe, die drei Parteien arbeiteten an einer Kooperation für die einheitlichen Regionalwahlen 2011.
Aus der Demokratischen Partei spalteten sich ab 2011 mehrere Parteien in Opposition zu Freihandel (TPP), Mehrwertsteuererhöhungen und Atomkraft ab: die Shintō Kizuna, die Midori no Kaze, die der Shintō Daichi angeschlossene Shinminshutō („Wahre Demokratische Partei“), und mit dem Parteiaustritt von Ichirō Ozawa schließlich die Kokumin no Seikatsu ga Daiichi. Aus diesen Parteien entstand zusammen mit weiteren ausgetretenen Abgeordneten und den Nationalpolitikern der Genzei Nippon (die Regionalpartei bestand für kurze Zeit eigenständig weiter) für die Unterhauswahl 2012 die Nippon Mirai no Tō („Zukunftspartei Japan“, engl. Tomorrow Party of Japan). Sie begann den Wahlkampf als drittstärkste Partei, verlor aber die meisten Sitze. Der Großteil der verbliebenen Abgeordneten folgte Ozawa in die Seikatsu no Tō, die sich 2016 in Liberale Partei umbenannte.
Ebenfalls für die Unterhauswahlen 2012 formierte sich die Nippon Ishin no Kai, die Hashimotos Ōsaka Ishin no Kai, Ishiharas Tachiagare Nippon (kurzzeitig Taiyō no Tō) sowie die Nippon Sōshintō vereinigte und der sich weitere, für die Wahl aus beiden großen Parteien ausgetretene Abgeordnete anschlossen. Die Partei hatte bei der Wahl 2012 vor allem in der Präfektur Osaka und der Region Kansai durchschlagenden Erfolg, konnte aber darüber hinaus landesweit meist nicht die Demokratische Partei als zweitstärkste Partei ablösen.

## Gesetzliche Regelungen
Gesetze, die den Status von politischen Parteien in Japan regeln, sind das kōshoku-senkyo-hō („Gesetz über die Wahl zu öffentlichen Ämtern“), das seiji-shikin-kisei-hō („Gesetz zur Regelung politischer Gelder“) und das seitō-josei-hō („Gesetz über die Förderung politischer Parteien“). Dabei werden Parteien im Allgemeinen als „politische Gruppierungen“ (seiji dantai) bezeichnet. Den formalen Status als politische Partei (seitō), an den insbesondere die staatliche Parteienfinanzierung geknüpft ist, erlangen demnach nur Gruppierungen, denen mindestens fünf Abgeordnete im nationalen Parlament angehören oder die über mindestens einen Nationalabgeordneten verfügen und mindestens zwei Prozent der Stimmen landesweit bei Mehrheitswahl oder Verhältniswahl in einer der drei Wahlen zum aktuellen Parlament erhalten haben. Neben der staatlichen Parteienfinanzierung erhalten Parteien im Gegensatz zu politischen Gruppierungen Sendezeiten im öffentlichen Rundfunk NHK, die Möglichkeit, Wahlkreiskandidaten zusätzlich über die Verhältniswahlliste kandidieren zu lassen, und das Recht, Parteispenden auch von Unternehmen, also juristischen Personen anzunehmen.

### Staatliche Parteienfinanzierung
Die staatliche Parteienfinanzierung in Japan gehört zu den höchsten der Welt. Nach dem Gesetz zur Parteienfinanzierung von 1994 erhalten die Parteien staatliche Zuschüsse in Höhe von 250 Yen pro Einwohner (nach der jeweils aktuellen Volkszählung) unabhängig von der Wahlbeteiligung. Die Verteilung richtet sich nach der Anzahl ihrer Abgeordneten im Parlament, geteilt durch die Gesamtzahl in beiden Häusern zusammen, und nach ihren Stimmenanteilen bei Unterhaus- und Oberhauswahlen. Letztere werden nach folgendem Schlüssel gewichtet:
- die Direktwahlstimmen der letzten Unterhauswahlen zu einem Viertel,
- die Verhältniswahlstimmen der letzten Unterhauswahlen zu einem Viertel,
- die Direktwahlstimmen der letzten beiden Oberhauswahlen zu je einem Achtel,
- die Verhältniswahlstimmen der letzten beiden Oberhauswahlen zu je einem Achtel.[9]

Jährlich werden vom Staat insgesamt etwa 32 Milliarden Yen (2010 rund 280 Millionen Euro) an die Parteien ausgezahlt. Stichtag für die Bemessung der jährlichen Parteienfinanzierung ist in der Regel der 1. Januar, die Zuteilung selbst erfolgt zu Beginn des Fiskaljahres im April, die Auszahlung erfolgt in vier Tranchen. Die Mittel verteilten sich wie folgt:
| Partei                                                  | 1995  | 1996  | 1997  | 1998  | 1999  | 2000  | 2001  | … | 2006  | 2007  | 2008  | 2009  | 2010  | 2011  | 2012  | 2013  | 2014  | 2015  | 2016  | 2017  | 2018  | 2019  | 2020  |
| ------------------------------------------------------- | ----- | ----- | ----- | ----- | ----- | ----- | ----- | - | ----- | ----- | ----- | ----- | ----- | ----- | ----- | ----- | ----- | ----- | ----- | ----- | ----- | ----- | ----- |
| Liberaldemokratische Partei                             | 13,36 | 13,71 | 14,69 | 15,20 | 14,90 | 14,54 | 14,53 | … | 16,85 | 17,11 | 15,84 | 15,73 | 10,38 | 10,11 | 10,15 | 14,55 | 15,78 | 17,05 | 17,22 | 17,62 | 17,49 | 17,89 | 17,26 |
| Demokratische Partei                                    | –     | 0,43  | 2,74  | 5,58  | 6,93  | 7,65  | 8,40  | … | 10,48 | 10,49 | 11,88 | 11,83 | 17,30 | 16,83 | 16,50 | 8,53  | 6,69  | 7,67  | –     | –     | –     | –     | –     |
| Demokratische Fortschrittspartei                        | –     | –     | –     | –     | –     | –     | –     | … | –     | –     | –     | –     | –     | –     | –     | –     | –     | –     | 9,74  | 8,71  | 3,57  | –     | –     |
| Sozialistische Partei Japans/Sozialdemokratische Partei | 5,62  | 4,71  | 2,74  | 2,47  | 2,11  | 2,25  | 2,15  | … | 1,06  | 1,01  | 0,90  | 0,90  | 0,86  | 0,76  | 0,76  | 0,54  | 0,43  | 0,47  | 0,47  | 0,40  | 0,38  | 0,38  | 0,36  |
| Demokratische Volkspartei                               | –     | –     | –     | –     | –     | –     | –     | … | –     | –     | –     | –     | –     | –     | –     | –     | –     | –     | –     | –     | –     | 5,41  | 4,65  |
| Konstitutionell-Demokratische Partei                    | –     | –     | –     | –     | –     | –     | –     | … | –     | –     | –     | –     | –     | –     | –     | –     | –     | –     | –     | –     | 2,76  | 3,23  | 4,29  |
| Kōmei/Kōmeitō                                           | 0,50  | 0,43  | 0,34  | 1,67  | 3,33  | 3,12  | 2,90  | … | 2,86  | 2,87  | 2,73  | 2,73  | 2,39  | 2,28  | 2,28  | 2,56  | 2,60  | 2,95  | 2,97  | 3,14  | 2,95  | 3,01  | 3,03  |
| Nippon Ishin no Kai (2012–2014)                         | –     | –     | –     | –     | –     | –     | –     | … | –     | –     | –     | –     | –     | –     | –     | 2,72  | 3,29  | –     | –     | –     | –     | –     | –     |
| Kibō no Tō                                              | –     | –     | –     | –     | –     | –     | –     | … | –     | –     | –     | –     | –     | –     | –     | –     | –     | –     | –     | –     | 3,04  | 0,22  | –     |
| Ishin no Tō                                             | –     | –     | –     | –     | –     | –     | –     | … | –     | –     | –     | –     | –     | –     | –     | –     | –     | 2,66  | –     | –     | –     | –     | –     |
| Ōsaka Ishin no Kai/Nippon Ishin no Kai (2016–)          | –     | –     | –     | –     | –     | –     | –     | … | –     | –     | –     | –     | –     | –     | –     | –     | –     | –     | 0,49  | 1,00  | 1,31  | 1,36  | 1,85  |
| Minna no Tō                                             | –     | –     | –     | –     | –     | –     | –     | … | –     | –     | –     | –     | 0,36  | 1,12  | 1,12  | 1,79  | 2,01  | –     | –     | –     | –     | –     | –     |
| Jisedai no Tō/Nippon no Kokoro                          | –     | –     | –     | –     | –     | –     | –     | … | –     | –     | –     | –     | –     | –     | –     | –     | –     | 0,56  | 0,56  | 0,49  | –     | –     | –     |
| Yui no Tō                                               | –     | –     | –     | –     | –     | –     | –     | … | –     | –     | –     | –     | –     | –     | –     | –     | 0,35  | –     | –     | –     | –     | –     | –     |
| Seikatsu no Tō/Liberale Partei (2016–)                  | –     | –     | –     | –     | –     | –     | –     | … | –     | –     | –     | –     | –     | –     | –     | 0,82  | 0,75  | 0,33  | 0,33  | 0,40  | 0,27  | 0,28  | –     |
| NHK kara Kokumin o Mamoru Tō                            | –     | –     | –     | –     | –     | –     | –     | … | –     | –     | –     | –     | –     | –     | –     | –     | –     | –     | –     | –     | –     | –     | 0,17  |
| Reiwa Shinsengumi                                       | –     | –     | –     | –     | –     | –     | –     | … | –     | –     | –     | –     | –     | –     | –     | –     | –     | –     | –     | –     | –     | –     | 0,16  |
| Midori no Kaze                                          | –     | –     | –     | –     | –     | –     | –     | … | –     | –     | –     | –     | –     | –     | –     | 0,14  | –     | –     | –     | –     | –     | –     | –     |
| Shintō Kizuna                                           | –     | –     | –     | –     | –     | –     | –     | … | –     | –     | –     | –     | –     | –     | 0,21  | –     | –     | –     | –     | –     | –     | –     | –     |
| Neue Volkspartei                                        | –     | –     | –     | –     | –     | –     | –     | … | 0,26  | 0,29  | 0,38  | 0,43  | 0,39  | 0,40  | 0,44  | –     | –     | –     | –     | –     | –     | –     | –     |
| Nippon o genki ni suru Kai                              | –     | –     | –     | –     | –     | –     | –     | … | –     | –     | –     | –     | –     | –     | –     | –     | –     | 0,12  | –     | –     | –     | –     | –     |
| Neue Partei Daichi – Wahre Demokraten                   | –     | –     | –     | –     | –     | –     | –     | … | –     | –     | –     | –     | –     | –     | 0,12  | –     | –     | –     | –     | –     | –     | –     | –     |
| Tachiagare Nippon                                       | –     | –     | –     | –     | –     | –     | –     | … | –     | –     | –     | –     | –     | 0,20  | 0,17  | –     | –     | –     | –     | –     | –     | –     | –     |
| Neue Partei Japan                                       | –     | –     | –     | –     | –     | –     | –     | … | 0,16  | 0,16  | 0,20  | 0,20  | 0,14  | 0,14  | 0,14  | –     | –     | –     | –     | –     | –     | –     | –     |
| Kaikaku Club/Shintō Kaikaku                             | –     | –     | –     | –     | –     | –     | –     | … | –     | –     | –     | 0,12  | 0,12  | 0,12  | 0,12  | 0,12  | 0,10  | 0,10  | 0,11  | –     | –     | –     | –     |
| Neue Fortschrittspartei                                 | 9,21  | 9,81  | 9,30  | –     | –     | –     | –     | … | –     | –     | –     | –     | –     | –     | –     | –     | –     | –     | –     | –     | –     | –     | –     |
| Liberale Partei (1998–2003)                             | –     | –     | –     | 2,87  | 2,80  | 2,45  | 2,03  | … | –     | –     | –     | –     | –     | –     | –     | –     | –     | –     | –     | –     | –     | –     | –     |
| Neue Partei Sakigake/Sakigake/Midori no Kaigi           | 0,77  | 0,85  | 0,38  | 0,40  | 0,35  | 0,28  | 0,12  | … | –     | –     | –     | –     | –     | –     | –     | –     | –     | –     | –     | –     | –     | –     | –     |
| Taiyō no Tō (2015)                                      | –     | –     | –     | –     | –     | –     | –     | … | –     | –     | –     | –     | –     | –     | –     | –     | –     | 0,09  | –     | –     | –     | –     | –     |
| Sonstige                                                | 0,72  | 0,76  | 0,92  | 3,03  | 0,98  | 1,10  | 1,25  | … | –     | –     | –     | –     | –     | –     | –     | –     | –     | –     | –     | –     | –     | –     | –     |

Die Kommunistische Partei Japans lehnt es ab, staatliche Parteienfinanzierung anzunehmen. Der Anteil der übrigen Parteien erhöht sich entsprechend. Der Dainiin-Klub (bis 2004 im Parlament vertreten) hatte ebenfalls die Annahme verweigert, aber im Parlament beantragt, dass die ihm zustehenden Gelder zurück an den Staat fielen.

## Parteistrukturen
Die meisten im nationalen Parlament vertretenen Parteien sind anders als in weiten Teilen Europas nicht in erster Linie Mitgliederparteien, sondern Zusammenschlüsse von Parlamentsabgeordneten. Als die linken Parteien die Hauptopposition zur LDP bildeten, verfügten sie mit den großen politischen Richtungsgewerkschaften über nahestehende Massenorganisationen; die Kōmeitō ist eng mit der Sōka Gakkai verbunden. Die Liberaldemokratische Partei versuchte mit dem „liberalen Volkskongress“ (jiyū kokumin kaigi) und anderen Vorfeldorganisationen den Aufbau ähnlicher Strukturen; aber die persönlichen Unterstützerorganisationen einzelner Abgeordneter (kōenkai) spielen traditionell die wichtigste Rolle in der Basisarbeit der Partei.

### Gremien
Der Parteivorsitzende von national agierenden Parteien ist typischerweise ein Mitglied des Unterhauses des nationalen Parlaments und führt gleichzeitig die dortige Fraktion. Der Vorsitzende der größten Regierungspartei ist in der Regel auch Premierminister, weshalb in der Nachkriegszeit meist die Wahl des LDP-Vorsitzenden über die Besetzung des Regierungschefs entschied; de facto entstand dadurch auch eine Amtszeitbegrenzung für den Premierminister, obwohl die Verfassung keine solche vorsieht.
Zum engeren Führungskreis des Parteivorstandes gehören in den meisten Parteien der Generalsekretär, der Vorsitzende des Ausschusses für Parlamentsangelegenheiten, der für beide Fraktionen einer Partei die Termine und Entscheidungen mit seinen Amtskollegen in den anderen Parteien koordiniert, und der Vorsitzende eines „politischen Forschungsrates“, einem Gremium das die innerparteiliche Politikformulierung steuert und in Zusammenarbeit mit Ministerialbürokratie und Parlament an Gesetzentwürfen arbeitet. In vielen Parteien gibt es einen Exekutivrat (sōmukai, wörtl. „Rat für allgemeine Angelegenheiten“, oder ähnliches), der wichtige parteipolitische Entscheidungen fällt.
Die Oberhausfraktion einer Partei im nationalen Parlament (sofern sie dort vertreten ist) hat meist einen eigenen Vorsitzenden sowie zur Parteiführung analoge Führungspositionen (Generalsekretär, Politikforschungsrat, Parlamentsangelegenheiten). Bei den größeren Parteien gibt es außerdem eine Generalversammlung der Abgeordneten aus den Fraktionen beider Kammern mit eigenem Vorstand – bei Liberaldemokratischer und Demokratischer Partei entscheidet das Gremium oft über den Parteivorsitzenden.

### Faktionalismus
Ein charakteristisches Merkmal der LDP (früher auch SPJ und DPJ) ist die Untergliederung in Faktionen (派閥, habatsu). Solche Faktionen sind Zusammenschlüsse vor allem von Parlamentsabgeordneten hinter einem oder manchmal mehreren Führungspolitikern. Im Gegenzug für die Unterstützung des Faktionsführers (nicht immer der formale Vorsitzende) bei Abstimmungen und innerparteilichen Machtkämpfen erhalten die Mitglieder Unterstützung bei Wahlkämpfen und werden bei der Vergabe von Partei- und Regierungsposten berücksichtigt, die zwischen den Faktionen ausgehandelt wird. Begünstigt wird die Faktionalisierung durch die im überwiegenden Mehrheitswahlrecht begründete starke Personalisierung der japanischen Politik. Diese geht so weit, dass insbesondere vor der Wahlrechtsreform von 1994 Kandidaten verschiedener Faktionen derselben Partei gegeneinander antraten.
Vor allem in der LDP war die Faktionalisierung schon immer stark ausgeprägt, auch wenn die Parteivorsitzenden in ihrer Amtszeit stets erklärten, den Einfluss der Faktionen zurückdrängen zu wollen. Die Parteivorsitzenden, die während ihrer Amtszeit offiziell keiner Faktion angehören, werden aber erst durch eine Kraftprobe der Faktionen bestimmt und kommen oft aus der zahlenmäßig stärksten Faktion. In der oppositionellen DPJ waren die Faktionen weniger scharf abgegrenzt und ihre Zusammensetzung gründete sich überwiegend auf die Parteizugehörigkeit vor der Gründung der DPJ. Als die SPJ bis in die 1990er Jahre die größte Oppositionspartei war, gliederte auch sie sich in Faktionen, die aber in höherem Maße den Flügeln europäischer Parteien der Linken ähnelten, da sie verschiedene politische Positionen innerhalb der Partei zum Ausdruck brachten. Am deutlichsten waren die Differenzen zwischen rechtem und linkem Flügel, die im Streit über den Friedensvertrag mit den USA entstanden waren und schließlich in der Abspaltung der DSP resultierten.  Seit ihrer Regierungsbeteiligung in den 1990er Jahren ist die SPJ bzw. ihr Nachfolger SDP nur noch eine kleine Partei und bemüht sich um ein einheitliches Auftreten nach außen, auch wenn verschiedene Strömungen in der Partei weiter existieren.
Offizielle Namen der Faktionen sind meist aus einem der Begriffe „Forschungsrat“ oder „Versammlung“ und einer mehr oder weniger konkreten politischen Parole zusammengesetzt (z. B. 社会主義研究会, Shakai Shugi Kenkyūkai, dt. „Forschungsrat für Sozialismus“ (SPJ) oder 一新会, Isshinkai, dt. „Erneuerungsrat“ (DPJ)). In den Medien werden sie meist mit ihren Vorsitzenden bezeichnet.

### Kōenkai
Ein Abgeordneter oder Kandidat vor allem der LDP, aber auch der meisten anderen Parteien, unterhält in seinem Wahlkreis eine, manchmal auch mehrere Unterstützerorganisationen, Kōenkai. Meist ausgehend vom persönlichen Bekanntenkreis des Politikers (Freunde, Verwandte, ehemalige Ausbildungs- und Arbeitskollegen etc.) organisieren sie ein Netzwerk von Wahlkampfhelfern, Spendern und Wählern. Erfolgreiche Politiker können umgekehrt durch ihre Arbeit in Tokio Vorteile für ihren Wahlkreis erzielen (Bauprojekte, Subventionen, Finanzhilfen).
Begünstigt durch das Wahlsystem entwickelten sich die Kōenkai in der Nachkriegszeit zu einem der wichtigsten Werkzeuge des Machterhalts der LDP: Sie sorgten für Wahlkampffinanzierung und schafften eine feste Wählerbasis. Eines der erfolgreichsten und bekanntesten Kōenkai der Geschichte, das Etsuzankai von Tanaka Kakuei in der Präfektur Niigata, hatte zeitweise über 90.000 Mitglieder. Der Aufbau eines erfolgreichen Kōenkai ist mit erheblichem finanziellem und zeitlichem Aufwand verbunden – eine Einstiegshürde für neue Kandidaten; viele neue LDP-Politiker konnten sich dagegen auf die bereits bestehenden Kōenkai ihrer in den Ruhestand gehenden Vorgänger stützen.
Durch die Reformen der 1990er Jahre von Wahlrecht und Parteienfinanzierung hat sich die Rolle der Kōenkai geändert; ihre Bedeutung haben sie aber nicht völlig verloren.

## Liste von Klein- und Regionalparteien
Diese unvollständige Liste führt aktuell (Stand: 2023) bestehende Klein- oder Regionalparteien auf, die nicht oder nicht mehr als Parteien im rechtlichen Sinne gelten, aber über Abgeordnete in Präfektur- oder Gemeindeparlamenten verfügen und/oder bei nationalen Wahlen angetreten sind:
- Mehrere Mitgliedsparteien des Shimin Network (Bürgernetzwerk), auch „Stellvertreterinnenbewegung“, (ursprünglich ausschließlich weibliche) Verbraucherschutzbewegungen seit den 1970er Jahren, in Präfektur- und Gemeindeparlamenten vertreten
- Die „neue Partei“ (あたらしい党 Atarashii Tō), 2018 gegründete städtisch-wirtschaftsliberale Regionalpartei um Shun Otokita (vorher Tomin First, inzwischen auch Ishin-Mitglied), die auf modernere Wählerkommunikation und Crowdfunding setzt
- „Vereinigung to-Bürger First“ (都民ファーストの会 Tomin First no Kai), 2017 gegründete Präfekturpartei in Tokio von Gouverneurin Yuriko Koike
- Team Shiga (チームしが), vor der Gouverneurswahl 2014 gegründete Präfekturpartei in Shiga der damaligen Gouverneurin Yukiko Kada und des (erfolgreichen) Gouverneurskandidaten Taizō Mikazuki
- „keine politische Partei unterstützt“ (支持政党なし shiji seitō nashi), 2012 gegründete Protestpartei mit Achtungserfolgen bei Nationalwahlen (z. B. >4 % im Verhältniswahlblock Hokkaidō bei der Unterhauswahl 2014)
- „Grüne Partei Greens Japan“ (緑の党グリーンズジャパン Midori no Tō Gurīnzu Japan), 2012 gegründete grüne Partei aus links-grünen und konservativ-grünen Vorläuferparteien, in Präfektur- und Gemeindeparlamenten vertreten, bei Nationalwahlen bisher nur 2013 mit eigenen Nominierungen, sonst nur mit Wahlempfehlungen für einzelne Kandidaten aufgetreten
- „Steuersenkung[en] Japan“ (減税日本 Genzei Nippon), 2010 zunächst in der Stadtpolitik gegründete Partei des ex-demokratischen Bürgermeisters von Nagoya, Takashi Kawamura, bald mit dem Ex-Liberaldemokraten Hideaki Ōmura auch bei der Gouverneurswahl in Aichi, bei der Präfekturparlamentswahl Aichi und später vereinzelt bei Parlamentswahlen in anderen Präfekturen und Gemeinden erfolgreich, 2011–2012 durch DP-Übertritte vorübergehend auf Nationalebene vertreten, aber als Nationalpartei 2012 zugunsten der Genzei-Nippon-han-TPP bzw. der Zukunftspartei aufgelöst, als Regionalpartei weiter aktiv
- „Kyōto-Partei“ (京都党 Kyōto-tō), 2010 gegründete Lokalpartei im Parlament der Stadt Kyōto
- „Glücksrealisierungspartei“ (幸福実現党 Kōfuku-jitsugen-tō), 2009 gegründete Partei der Religionsgemeinschaft Kōfuku no Kagaku („Happy Science“), zeitweise durch Übertritt im Nationalparlament vertreten, wiederholt fast flächendeckend bei Nationalwahlen angetreten
- „politische Partei ‚Sōzō‘ [~Schöpfung/Kreativität]“ (政党そうぞう Seitō SŌZŌ), 2005 gegründete bürgerliche Regionalpartei in Okinawa, durch Übertritt zeitweise im Nationalparlament vertreten und mit der Neuen Volkspartei verbunden
- „Smile-Partei“ (スマイル党 Sumairu-tō), 2006 gegründete Partei des Lächelaktivisten, Unternehmers und Dauerkandidaten Mac Akasaka, der 2019 bei der Parlamentswahl in Minato (Tokio) erstmals einen Sitz gewann
- Neue Partei Daichi (新党大地 Shintō Daichi), 2005 als LDP-Abspaltung um Muneo Suzuki (inzwischen auch Ishin-Mitglied) gegründete konservativ-anti-wirtschaftsliberale Regionalpartei in Hokkaidō, zeitweise im Nationalparlament vertreten und zeitweise mit den Demokraten verbündet, später über die Wahlkooperation mit den Kommunisten ins LDP-Lager gewechselt
- Neue Sozialistische Partei (新社会党 Shin-Shakaitō), 1996 gegründete linke SPJ-Abspaltung bei deren Umwandlung in die SDP
- „Erneuerungs-/Restaurationspartei, frischer Wind“ (維新政党・新風 Ishin seitō・shinpū), 1995 gegründete rechtsradikale Partei, die mehrfach bei Oberhauswahlen angetreten ist
- „Grüne Partei“ (緑の党 Midori no Tō (1981)), 1981 gegründete linksradikale Partei mit Einzelerfolg bei Lokalwahlen, ohne Verbindung zur heutigen Grünen Partei

## Liste historischer Parteien
Aufgeführt sind Parteien, die im Nationalparlament vertreten waren oder nationale Wahlen bestritten haben, sowie in nennenswertem Umfang erfolgreiche subnationale Parteien. Die Liste erhebt keinen Anspruch auf Vollständigkeit. Es sind auch politische Gesellschaften/Protoparteien in der vor-/frühkonstitutionellen Zeit sowie einige Nationalparlamentsfraktionen aufgeführt, wo sie für die Kontinuität der vorangegangenen/nachfolgenden Parteibildungen wesentlich sind. Die zu ihrer Zeit wichtigsten Parteien (je nach Periode die zwei oder drei größten auf Nationalebene) sind unterstrichen. Die gegebenen, möglichst wörtlichen Übersetzungen dienen der Annäherung, besonders bei kleineren Parteien sind die verwendeten Übersetzungen in ausländischer Literatur uneinheitlich. Für selbstgewählte englische Namen zur Außendarstellung von Parteien jüngerer Zeit, siehe gegebenenfalls die Einzelartikel.

### 19. Jahrhundert: Vorkonstitutionell und früher Reichstag
- Jiyū Minken Undō („Bewegung für Freiheit und Volks-/Bürgerrechte“), frühe liberale Parteien in den Präfektur- und Gemeindeparlamenten ab 1878/80 und dem frühen Abgeordnetenhaus ab 1890
  - Aikoku Kōtō (愛国公党), 1874, 1890 kurzzeitig reaktiviert und dann in die Konstitutionell-Liberale Partei integriert
  - Aikokusha (愛国社), „Gesellschaft der Patrioten/Vaterlandsliebe“ 1875–1880
  - Risshi-sha (立志社), „Gesellschaft, die es selbst in die Hand nimmt/Selbsthilfegesellschaft“, 1874–1883
  - Jiyūtō (自由党), Liberale Partei, 1881–1884
  - Daidō Club (大同倶楽部), „Einheitsklub“, 1889–1890
  - Jiyūtō (自由党), Liberale Partei, mit anderen Gruppen zur Konstitutionell-Liberalen Partei fusioniert
  - Rikken Jiyūtō (立憲自由党), Konstitutionell-Liberale Partei, 1890, bald (wieder) in Jiyūtō, Liberale Partei (Japan, 1890–1898), umbenannt
  - Rikken Kaishintō (立憲改進党), Konstitutionelle Fortschritts-/Reformpartei, 1882–1896, ein Vorläufer der Shinpotō (Fortschrittspartei)
  - Shinpotō (進歩党), Fortschrittspartei, 1896–1898, formiert während einer Annäherung zwischen Liberaler Partei und Meiji-Oligarchie
  - Kenseitō (憲政党), Konstitutionelle Partei, 1898–1900, zunächst Zusammenschluss von Liberaler und Fortschrittspartei
  - Kensei Hontō, „Haupt-/Wahre Konstitutionelle Partei“, 1898–1910, Abspaltung von Fortschrittlichen, die die Annäherung der Liberalen an die Regierung ablehnten
  - Rikken Seiyūkai (立憲政友会), „Konstitutionelle Vereinigung politischer Freunde“, 1900–1940, nun dauerhaftes Bündnis zwischen Liberalen und Oligarchen
  - Tōyō Jiyūtō (東洋自由党), „Orientalische Liberale Partei“, 1892–1893, asianistische, radikal-liberale Partei
- Gegner, onwa-ha, „sanfte [i.e. aus Regierungssicht: moderate]  Faktion“, ritō, „Amtsträgerparteien“ und regierungsnahe Fraktionen im frühen Abgeordnetenhaus
  - Rikken Teiseitō (立憲帝政党), „Konstitutionelle Partei für Kaiserliche Herrschaft“, 1882–1883
  - Taiseikai (大成会), 1890–1891, größte regierungsnahe Fraktion im ersten Abgeordnetenhaus
  - Kokumin Jiyūtō (国民自由党), „Liberale Volkspartei“, 1890–1891
  - Chūō Kōshōkai (中央交渉会), „Zentrale Verhandlungsgruppe“, 1892–1893, größte regierungsnahe Fraktion im zweiten Abgeordnetenhaus
  - Dokuritsu Club (独立倶楽部), „Unabhängiger Klub“, 1893
  - Kokumin Kyōkai (国民協会), „Volks-/Staatsbürgergesellschaft“, 1892–1899, zu ihrer Zeit größte ritō
  - Dōshi Club (同志クラブ), „Klub der Gleichgesinnten“, 1893
  - Dainihon Kyōkai (大日本協会), „Großjapanische Gesellschaft“, 1893

### Kaiserreich 1900 bis 1945
- Teikokutō (帝国党), „Kaiserreichspartei“, 1899–1905, marginalisierter Nachfolger der gescheiterten „Amtsträgerparteien“
- Daidō Club (大同倶楽部), 1905–1910, Nachfolger der Teikokutō
- Yūkōkai (猶興会), 1906–1908
- Chūō Club (中央倶楽部), „Klub der Mitte“, 1910–1913
- Chūseikai (中正会), „Neutrale Versammlung“, 1913–1916
- Rikken Kokumintō, „Konstitutionelle Volkspartei“, 1910–1922, Nachfolger der Kensei Hontō, anfangs der größte Gegenspieler der Seiyūkai
- Rikken Dōshikai (立憲同志会), „Konstitutionelle Vereinigung von Gleichgesinnten“, 1913–1916, für Katsura Tarō
- Kenseikai (憲政会), „Konstitutionelle Vereinigung“, 1916–1927, Nachfolger der Dōshikai
- Kakushin Club (革新倶楽部), „Reform-/Progressiver Klub“, 1922–1925, Nachfolger der Rikken Kokumintō
- Seiyū Hontō (政友本党), „Haupt-/Wahre Seiyū-Partei/Partei politischer Freunde“, 1924–1927, Spaltung der Seiyūkai
- Chūsei Club (中正倶楽部), „Neutraler Klub“, 1924–1925, Fraktion im 15. Abgeordnetenhaus
- Shinsei Club (新正倶楽部), 1925–1928
- Rikken Minseitō, 1927–1940
- Kokumin Dōshikai (国民同志会), „Volksgesellschaft von Gleichgesinnten“, 1929–1932
- Kakushintō (革新党), „Reform-/Progressive Partei“, 1927–1932, Rest des Kakushin Club, der nicht der Seiyūkai beigetreten war
- Kokumin Dōmei (国民同盟), „Volks-/Staatsbürgerbund“, 1932–1940, nach dem Einmarsch in der Mandschurei entstandene militaristische Partei um Minseitō-Politiker
- Shōwakai (昭和会), 1935–1937, militaristische Abspaltung aus der Seiyūkai, die ihren Mitgliedern eine Kooperation mit dem Kabinett Okada untersagt hatte
- Tōhōkai (東方会), 1936–1944, faschistisch, einzige Partei, die bei der Abgeordnetenhauswahl 1942 neben der Taisei Yokusankai und Unabhängigen mit eigenen Kandidaten antrat

#### Sozialistische Bewegung: „Proletarische Parteien“ bis 1940
Viele der frühen linken Parteien wurden verboten oder unterdrückt. Die in den 1920er Jahren etablierte Nihon Kyōsantō, die Kommunistische Partei Japans, operierte bis zum Ende des Zweiten Weltkriegs nur im Untergrund.
- Shakaiminshutō, „Sozialdemokratische Partei“, 1901
- Nihon Shakaitō, „Sozialistische Partei Japans“, 1906–1907
- Nihon Heimintō (日本平民党), „Partei der Gemeinen/Bürger [i.S.v. Nichtadligen, nicht im Sinne von bourgeois]“, 1906
- Nōminrōdōtō (農民労働党), „Bauern- und Arbeiterpartei“, 1925
- Rōdōnōmintō (労働農民党), „Arbeiter- und Bauernpartei“, 1926–1928
- Nihon Rōnōtō (日本労農党), „Japanische Arbeiter- und Bauernpartei“, 1926–1928
- Nihon Nōmintō (日本農民党), „Japanische Bauernpartei“, 1926–1928
- Shakai Minshūtō (社会民衆党), „Sozialistische Massenpartei“, 1926–1931
- Rōdōshanōmintō (労働者農民党), „Arbeiter- und Bauernpartei“, 1928
- Nihon Taishūtō (日本大衆党), „Japanische Massenpartei“, 1928–1930
- Rōnōtō (労農党), „Arbeiter- und Bauernpartei“, 1929–1931
- Zenkoku Taishūtō (全国大衆党), „Nationale/Landesweite Massenpartei“, 1930–1931
- Zenkoku Rōnōtaishūtō (全国労農大衆党), „Nationale/Landesweite Arbeiter- und Bauernmassenpartei“, 1931–1932
- Shakai Taishūtō (社会大衆党), kurz Shadaitō, „Sozialistische Massenpartei“, 1932–1940

1940 lösten sich alle verbliebenen legalen Parteien zugunsten der Taisei Yokusankai auf. In beiden Kammern des Reichstags wurden Einheitsfraktionen gebildet, wobei die Herrenhausfraktionen parallel weiterbestanden.

### Besatzungszeit und Wiederaufbau 1945–1955
- hier zusammengefasst als Liberale Partei (Japan, 1945–1955):
  - Nihon Jiyūtō, Liberale Partei Japans (LPJ), 1945–1948, liberal-konservative Partei um ehemalige Seiyūkai-Politiker um Hatoyama Ichirō, der aber nach der siegreichen ersten Abgeordnetenhauswahl 1946 vom SCAP von öffentlichen Ämtern ausgeschlossen wurde, so dass der Herrenhausabgeordnete Yoshida Shigeru die Führung von Partei und Regierung übernahm
  - Minshujiyūtō, Demokratisch-Liberale Partei (DLP), 1948–1950, aus der LPJ nach dem Beitritt von Ex-Demokraten in Opposition zur Koalition mit den Sozialisten entstanden
  - Jiyūtō, Liberale Partei (LP), 1950–1955,  aus der DLP nach der endgültigen Spaltung der Demokraten und weiteren Beitritten entstanden
- Nihon Shinpotō, Fortschrittspartei Japans, 1945–1947 liberal-konservative Partei um ehemalige Minseitō-Politiker
- Nihon Kyōdōtō (日本協同党), „Kooperativpartei Japans“, 1945–1946, zentristische, kooperativistische Partei um den ehemaligen Minseitō-Politiker Yamamoto Sanehiko
- Nihon Shakaitō, Sozialistische Partei Japans (SPJ), 1945–1996, sozialistische Partei um ehemalige Shadaitō-Politiker
  - in den 1950er Jahren als rechter/linker SPJ-Flügel (uha/saha) gespalten
- Nihon Kyōsantō, Kommunistische Partei Japans (KPJ), 1945 legalisiert
- Kyōdō Minshutō (協同民主党), „Kooperativistisch-Demokratische Partei“, 1946–1947, Zusammenschluss der Kyōdōtō mit kleineren Gruppen
- Kokumintō (国民党), „Volks-/Bürgerpartei“, 1946–1947, Zusammenschluss von mehreren Splitterparteien und Unabhängigen
- Kokumin Kyōdōtō (国民協同党), „Kooperativistische Volkspartei“, 1947–1950, Zusammenschluss von Koop-Demokraten und Volkspartei
- Nihon Nōmintō (日本農民党), „Bauernpartei Japans“, 1947–1949, besonders in Hokkaidō vertretene Bauernpartei
- Minshutō, Demokratische Partei (DP), 1947–1950, Zusammenschluss der Fortschrittspartei mit einer LPJ-Abspaltung, zunächst über die Regierungskoalition mit den Sozialisten gespalten, später über eine Zusammenarbeit mit der Liberalen Regierung endgültig zerbrochen
- Ryokufūkai, „Sommerwind-Versammlung“ [buchstäblich ist ryokufū „grüner Wind“, ein Wind, der frühsommerlich frisch grüne Blätter in Bewegung versetzt], 1947–1960, danach mehrfach wiederbelebt, zunächst größte Fraktion im 1. Rätehaus
- Nōminshintō (農民新党), „Neue Bauernpartei“, 1948–1949, Abspaltung aus der Nihon Nōmintō
- Rōdōshanōmintō (労働者農民党), „Arbeiter- und Bauernpartei“, 1948–1957, linke SPJ-Abspaltung, trat schließlich wieder der wiedervereinigten SPJ bei
- Shakai Kakushintō (社会革新党), „Sozialistische Reform-/Progressive Partei“, 1948–1951, rechte SPJ-Abspaltung
- Nōmin Kyōdōtō (農民協同党), „Kooperativistische Bauernpartei“, 1949–1952, Nachfolger der Neuen Bauernpartei, 1952 zwischen Kaishintō und Kooperativisten gespalten
- Kokumin Minshutō (国民民主党), „Demokratische Volkspartei“, 1950–1952, Zusammenschluss des verbliebenen/Oppositionsflügels der Demokraten mit den Kooperativisten
- Shakaiminshutō, Sozialdemokratische Partei, 1951–1952, aus der Shakai Kakushintō entstanden
- Shinsei Club (新政クラブ), „Neuer Politikklub“, 1951–1952, Gruppe um ehemalige Minseitō-Politiker, die nach dem Ende des SCAP-Ämterverbots für Politiker der Kriegszeit in die Politik zurückkehrten, trat der Kaishitō bei
- Kyōdōtō (協同党), „Kooperativistische Partei“, 1952, Zusammenschluss von Sozialdemokratischer Partei und Teilen der Nōmin Kyōdōtō, trat der rechten SPJ bei
- Nihon Saiken Renmei (日本再建連盟), „Japanischer Wiederaufbaubund“, 1952–1953, Gruppe um ehemalige Minseitō-Politiker, die nach dem Ende des SCAP-Ämterverbots für Politiker der Kriegszeit in die Politik zurückkehrten, trat der LP bei
- Kaishintō, „Fortschritts-/Reformpartei“, 1952–1954, Zusammenschluss von Kokumin Minshutō, Nōmin-Kyōdōtō und Shinsei Club, schloss sich 1954 Hatoyama an
- Nihon Jiyūtō, Liberale Partei Japans, 1953–1954, auch buntōha ~, „Sezessionistische“ oder „Hatoyama-LP“ genannt, Abspaltung von Hatoyama und Anhängern aus der Liberalen Partei für die Abgeordnetenhauswahl 1953, Hatoyama selbst und die meisten Mitglieder kehrten nach der Wahl in die LP zurück, aber ein kleiner Teil hielt die LPJ bis 1954 aufrecht und schloss sich dann Hatoyamas endgültiger Abspaltung an
- Nihon Minshutō, Demokratische Partei Japans, 1954–1955, endgültige Abspaltung Hatoyamas von den Liberalen unter Zusammenschluss mit weiten Teilen der bürgerlichen, nicht sozialistischen Opposition

### „55er-System“ 1955–1993
- Jiyūminshutō, Liberaldemokratische Partei (LDP), seit 1955, Zusammenschluss von LP und DPJ, siehe oben
- KPJ, siehe oben
- SPJ, 1955 Zusammenschluss von rechter und linker SPJ, siehe oben
- Minshushakaitō, Demokratisch-Sozialistische Partei (DSP), 1960–1994, endgültige Abspaltung des rechten SPJ-Flügels über den Militärvertrag mit den USA, anders als die Mutterpartei für Wiederbewaffnung und US-Bündnis
- Kōmeitō, 1964–1994, Zusammenschluss Sōka-Gakkai-unterstützter Abgeordneter, arbeitete politisch mit der DSP zusammen
- Shin Jiyū Club, Neuer Liberaler Klub, 1976–1986, liberale LDP-Abspaltung
- Shakai Shimin Rengō (社会市民連合), 1977–1978, rechte SPJ-Abspaltung um Eda Saburō
- Shakai Club (社会クラブ), Sozialistischer Klub, 1977–1978, rechte SPJ-Abspaltung um Den Hideo
- Shakaiminshu Rengō (社会民主連合), „Sozialdemokratischer Bund“, 1978–1994, Zusammenschluss von Shakai Shimin Rengō und Shakai Club unter Den, später unter Edas Sohn Satsuki, in den 1980ern in Fraktionsgemeinschaft mit dem Neuen Liberalen Klub, 1994 aufgelöst, die meisten Mitglieder kamen zur Nihon Shintō
- Shinpotō (進歩党), Fortschrittspartei, 1987–1993, Partei von Tagawa Seiichi, der nach der Auflösung des Neuen Liberalen Klubs nicht in die LDP zurückkehrte
- Zeikintō (税金党), „Steuerpartei“, 1983–1990, Partei von Nozue Chinpei aus dem Neuen Liberalen Klub
- Sports-heiwa-tō (スポーツ平和党), „Sport- & Friedenspartei“, 1989–2006, Partei um den ehemaligen Profiwrestler Antonio Inoki
- Rengō no kai (連合の会), 1989–1992, für die Rätehauswahl 1989 gegründeter Arm des neuen Gewerkschaftsbundes Rengō; umbenannt in Minshu Kaikaku Rengō (民主改革連合), „Demokratischer Reformbund“, 1992–1998, in der „neuen“ Demokratischen Partei aufgegangen

### Parteien im US-amerikanischen Okinawa 1945–1972
- Okinawa Jinmintō (沖縄人民党), „Volkspartei Okinawa“, 1947–1973, trat nach der Rückgabe der KPJ bei
- Okinawa Shakai Taishūtō, „Sozialistische Massenpartei Okinawa“, 1950–, moderat sozialistisch/sozialdemokratische Partei, für die Rückkehr unter japanische Souveränität und gegen die Militärvorrechte, bei der Rückgabe war ein Beitritt zur SPJ geplant, der einzige Unterhausabgeordnete trat der DSP bei, die Partei existiert als Regionalpartei in Okinawa aber weiter und ist in den letzten Jahrzehnten auch wieder im Nationalparlament vertreten
- hier zusammengefasst in Liberaldemokratische Partei Okinawa, deren Vorläufer:
  - Ryūkyū Minshutō, Demokratische Partei Ryūkyū, 1952–1959
  - Okinawa Jiyūminshutō, Liberaldemokratische Okinawa, 1959–1964
  - Minshutō, Demokratische Partei, 1964–1967
  - Okinawa Jiyūminshutō, Liberaldemokratische Partei Okinawa, 1967–1970, wurde nach der Rückgabe in den Präfekturverband Okinawa der Mutterlands-LDP umgewandelt

### Vom Zusammenbruch des „55er-Systems“ zu einer erneuten Zweiparteienkonsolidierung 1992–2003
- Nihon Shintō, Neue Japan-Partei, 1992–1994
- Shinseitō, Erneuerungspartei, 1993–1994, LDP-Abspaltung um Ozawa Ichirō nach dem Misstrauensvotum gegen das Kabinett Miyazawa, nach dem Scheitern der Anti-LDP-Kabinette Hata und Hosokawa in der NFP aufgegangen
- Shintō Sakigake, „Neue Partei ‚Vorbote‘“, 1993–1998, unter Namensänderung in Sakigake noch bis 2002, LDP-Abspaltung nach dem Misstrauensvotum gegen das Kabinett Miyazawa, 1994 an der „großen“ LDP-SPJ-Koalition beteiligt aber nach Austritten und schwachen Wahlergebnissen zunehmend bedeutungslos, 2002 in der Midori no kaigi aufgegangen
- Kaikaku no Kai (改革の会), 1993–1994, Abgeordnetenhausfraktion ehemaliger LDP-Mitglieder wie Hatoyama Kunio oder Nishioka Takeo, trat dem Jiyū Kaikaku Rengō bei
- Jiyūtō, Liberale Partei, 1994, LDP-Abspaltung von Kakizawa Kōji, trat dem Jiyū Kaikaku Rengō bei
- Shintō Mirai, „Neue Zukunftspartei“, 1994, LDP-Abspaltung aus der Mitsuzuka-Faktion, trat dem Jiyū Kaikaku Rengō bei
- Kōshikai (高志会), 1994, LDP-Abspaltung in Opposition zur Bildung der großen Koalition mit der SPJ, wurde zur Keimzelle des Jiyū Kaikaku Rengō
- Jiyū Kaikaku Rengō (自由改革連合), „Liberaler Reformbund“, 1994, Bündnis von LDP-Splittergruppen, beteiligte sich an der NFP-Gründung
- Shintō Goken Liberal, „Neue Partei ‚Liberale zum Schutz der Verfassung‘“, 1994–1995, um Den Hideo, unterstützte die große Koalition, später gespalten
- Jiyū Rengō (自由連合), „Liberaler Bund“, 1989 (als politische Vereinigung Tokudas)/1994–201x, libertär-konservative Partei um den Abgeordneten Tokuda Torao gegen Steuern, bis 2005 im Nationalparlament vertreten
- Kōmei shintō, „Neue Kōmei-Partei“, 1994, eine der beiden aus der Teilung der Kōmeitō entstandenen Parteien, trat sofort der NFP bei
- Kōmei, 1994–1998, Kōmeitō-Nachfolger im Rätehaus, rekonstituierte 1998 zusammen mit NFP-Splittern die Kōmeitō
- Shinshintō, Neue Fortschrittspartei (NFP), 1994–1997, formiert in Opposition zur großen Koalition in Vorbereitung auf das neue Wahlrecht mit Einmandatswahlkreisen
- Shimin Rengō, „Bürgerbund“, 1995–1996, SPJ-Abspaltung gegen die große Koalition mit der LDP, trat der DP bei
- Sangiin Forum, „Rätehausforum“, 1995–1996, Fraktion um Den Hideo, Shiina Motoo u. a.
- Shakaiminshutō, Sozialdemokratische Partei (SDP), 1996–, Anfang 1996 als Umbenennung der in der Regierung bereits stark geschrumpften, aber noch relativ großen SPJ entstanden, durch weitere Austritte im gleichen Jahr (DP) bald Kleinpartei
- Minshutō, Demokratische Partei (DP), 1996–2016, zunächst von ehemaligen Sakigake- und SPJ-Politikern als dritte Alternative zu LDP und NFP gegründet, für Wirtschaftsliberalisierung wie die NFP, aber moderater als beide in Verfassungsfragen und somit attraktiver als die NFP für durch die große Koalition desillusionierte/ehemalige SPJ-Anhänger und -Abgeordnete, nach der NFP-Auflösung schlagartig größte Oppositionspartei, 2003 mit dem Beitritt von Ozawas LP endgültig Hauptsammelbecken der Opposition, zugleich aber ähnlich breit/inkohärent wie die NFP
- Taiyōtō (太陽党), „Sonnenpartei“, 1996–1998, NFP-Abspaltung um Hata Tsutomu, in der Minseitō aufgegangen
- From Five, 1997–1998, NFP-Abspaltung um Hosokawa Morihiro, in der Minseitō aufgegangen
- Shintō Yūai (新党友愛), „Neue Partei Brüderlichkeit“, 1998, NFP-Nachfolger um Nakano Kansei, in der „neuen“ DP aufgegangen
- Kokumin no Koe, (国民の声), 1998, NFP-Nachfolger um Kano Michihiko, in der Minseitō aufgegangen
- Kaikaku Club, 1998–2002, NFP-Nachfolger um Ozawa Tatsuo
- Minseitō, 1998, Vereinigung von drei NFP-Nachfolgern in der DP-Fraktion, in der „neuen“ DP aufgegangen
- Shintō Heiwa (新党平和), „Neue Partei Frieden“, NFP-Nachfolger um Sōka-Gakkai-nahe/Ex-Kōmeitō-Abgeordnetenhausmitglieder, mit Kōmei in der „neuen“ Kōmeitō aufgegangen
- Reimei Club (黎明クラブ), „Morgendämmerung-Klub“, NFP-Nachfolger um Sōka-Gakkai-nahe/Ex-Kōmeitō-Rätehausmitglieder, in Kōmei und damit dann der „neuen“ Kōmeitō aufgegangen
- Mushozoku no Kai, „Versammlung der Unabhängigen“, zunächst 1998–1999 als Rätehausfraktion Sangiin Club, „Rätehausklub“,  um Shiina Motoo, Tanabu Masami, u. a. 1999–2004 als Partei, hauptsächlich aus NFP-Spaltresten
- Niji to Midori (虹と緑), „Regenbogen und Grün“, 1998–2008, Vereinigung von eher links-grünen Präfektur- und Kommunalpolitikern, 2008 mit dem eher konservativ-grünen Sakigake-Nachfolger Midori no Table zur Midori no Mirai fusioniert
- Jiyūtō, Liberale Partei (LP), 1998–2003, NFP-Spaltrest um Ozawa, 1999 in eine Koalition mit der LDP eingetreten, aber nach dem Regierungsbeitritt der Kōmeitō wieder ausgetreten,  2003 der DP beigetreten
- Hoshutō, Konservative Partei, 2000–2002, LP-Abspaltung von Politikern die die Koalition fortsetzten wollten
- Hoshushintō, Neue Konservative Partei, 2002–2003, durch Zusammenschluss von weiten Teilen der Konservativen Partei mit einer DP-Abspaltung entstanden, nach der Abgeordnetenhauswahl 2003 der LDP beigetreten

### Nach 2003 entstandene ehemalige Parteien
- Kokumin shintō, Neue Volkspartei, 2005–2013, eher ländlich-konservative LDP-Abspaltung gegen die Postprivatisierung, 2009–2012 an der DP-Regierung beteiligt
- Shintō Nippon, Neue Partei Japan, 2005–2015, eher städtisch-liberale LDP-Abspaltung gegen die Postprivatisierung um den ehemaligen Gouverneur von Nagano, Tanaka Yasuo
- Kaikaku Club, „Reformklub“, 2008–2010, während des „verdrehten Parlaments“ um Ex-Demokraten entstanden, die mit der LDP-geführten Regierung zusammenarbeiten wollten, in der Shintō Kaikaku aufgegangen
- Shintō Kaikaku, „Neue Reformpartei“, 2010–2016, aus dem Kaikaku Club mit Ex-Liberaldemokraten um Masuzoe Yōichi entstanden, bei Wahlen erfolglos, nach Abwahl des letzten Mitglieds und Verlust des rechtlichen Parteistatus aufgelöst
- Minna no Tō, „Partei aller“, 2009–2014, von Ex-Liberaldemokraten um Watanabe Yoshimi zusammen mit Ex-Demokraten gegründete wirtschaftsliberale Partei, zunächst relativ erfolgreich bei Wahlen, aber 2013 über Regierungszusammenarbeit und Fusionspläne mit der Ishin no Kai gespalten, schließlich 2014 im Richtungsstreit ganz aufgelöst
- Nippon Sōshintō, „Neuaufrichtungspartei Japans“, 2010–2012, konservativ-regionalistische Vereinigung von Präfektur- und Kommunalpolitikern, auf Nationalebene erfolglos, 2012 in der Ishin no Kai aufgegangen
- Tachiagare Nippon, „Steh auf, Japan!“, 2010–2012, konservative Partei von Ex-Liberaldemokraten um den Rechtskonservativen Hiranuma Takeo und den moderateren, haushaltskonservativen Yosano Kaoru, 2012 nach dem Beitritt des Gouverneurs von Tokio, Ishihara Shintarō, in Taiyō no Tō, „Partei der Sonne“, umbenannt, aber wenige Tage später in der Ishin no Kai aufgegangen
- Shintō Kizuna, 2011–2012, DP-Abspaltung Ozawa-naher Abgeordneter gegen die Mehrwertsteuererhöhung, 2012 in Ozawas Abspaltung aufgegangen
- Kokumin no Seikatsu ga Daiichi, „Das Leben der Bürger/des Volkes zuerst“, 2012, DP-Abspaltung um Ozawa Ichirō gegen die Mehrwertsteuererhöhung, in der Zukunftspartei aufgegangen
- Genzei Nippon, han-TPP, datsu-genpatsu o jitsugen suru tō (減税日本・反TPP・脱原発を実現する党), „Steuersenkung Japan/anti-TPP/Atomausstieg-umsetzende Partei“, 2012, Vereinigung der Nationalpolitiker der Genzei Nippon mit der wenige Tage zuvor gegründeten Han-TPP, datsu-genpatsu, shōhizōzei tōketsu o jitsugen suru tō (反TPP・脱原発・消費増税凍結を実現する党), „anti-TPP-/Atomausstieg-/Einfrieren-der-Mehrwertsteuererhöhung-umsetzende Partei“ des Ex-Demokraten Yamada Masahiko und des Ex-NVP-Politikers Kamei Shizuka, nach wenigen Tagen in der Zukunftspartei aufgegangen
- Nippon Mirai no Tō, „Zukunftspartei Japans“, 2012, linksliberale Sammlung von DP-Abspaltungen gegen Mehrwertsteuererhöhung, TPP-Beitritt und Atomkraft für die Abgeordnetenhauswahl 2012, formal um die Gouverneurin von Shiga, Kada Yukiko, nach dem Verlust der meisten Abgeordneten in der Wahl 2012 wieder gespalten, Hauptnachfolger Ozawas Seikatsu no Tō
- Midori no Kaze, „grüner Wind“ [siehe aber auch die übertragene Bedeutung/Vorgeschichte von ryokufū, sino-japanisch für „grünen“ Wind, beim Ryokufūkai 1947], 2012–2013, zunächst Rätehausfraktion von Ex-Demokraten gegen Atomkraft und Mehrwertsteuererhöhung, im Herbst 2012 Partei, aber als solche nach kurzer Zeit zugunsten der Zukunftspartei aufgelöst, nach der Wahl 2012 erneut kurzzeitig wiederbelebt
- Nippon Ishin no Kai, „Vereinigung der Erneuerung/Restauration Japans“, 2012–2014, von dem Gouverneur von Osaka, Hashimoto Tōru und seiner Regionalpartei Ōsaka Ishin no Kai mit vor allem Ex-Liberaldemokraten gegründete rechtspopulistisch-reformkonservative Partei, bald durch den Beitritt von weiteren Gruppen, insbesondere Ishihara Shintarōs Sonnenpartei, ehemaligen LDP-, DP- und Minna-Politikern und die Abgeordnetenhauswahl 2012 landesweit drittstärkste, in manchen Präfekturen zweitstärkste, in Osaka stärkste Partei, 2014 im Richtungsstreit zwischen Hashimoto und Ishihara gespalten zwischen Jisedai no Tō und Ishin no Tō
- Seikatsu no Tō, „Partei des Lebens“, später umbenannt in Seikatsu no Tō to Yamamoto Tarō to nakamatachi, „Partei des Lebens und Tarō Yamamoto und Freunde“, dann in Jiyūtō, Liberale Partei; 2012 Hauptnachfolger (technisch: Umbenennung) der Zukunftspartei um Ozawa Ichirō, 2019 in die Kokumin Minshutō fusioniert
- Jisedai no Tō, „Partei der nächsten Generation/-en“, später umbenannt in Nippon no kokoro o taisetsu ni suru tō, „Partei, der Japans Herz wichtig ist“, dann in Nippon no Kokoro „Japans Herz“, 2014–2018, zunächst Ishin-Abspaltung um Tokios rechtskonservativen ehemaligen Gouverneur Ishihara Shintarō, indirekter Nachfolger der Tachiagare Nippon/Taiyō no Tō, nach schwachen Wahlergebnissen und Parteiaustritten bald Kleinpartei, 2018 in die LDP fusioniert
- Yui no Tō, „Partei der Verbundenheit“, 2013–2014, Minna-Abspaltung von Politikern um Eda Kenji für eine Fusion mit der Ishin no Kai, mit der Rumpf-Ishin-no-Kai zur Ishin no Tō fusioniert
- Ishin no Tō, „Partei der Erneuerung/Restauration“, 2014–2016, populistisch-wirtschaftsliberale Vereinigung von Rumpf-Ishin-no-Kai und Yui no Tō, über eine Zusammenarbeit mit den Demokraten und der übrigen Opposition zerstritten und schließlich gespalten zwischen Hashimotos neuer nationalen Ōsaka Ishin no Kai und der Minshintō
- Nippon o genki ni suru kai, „Vereinigung, die Japan in Schwung bringt“, 2015–2018, kleiner Minna-no-Tō-Spaltrest, ab 2016 nicht mehr im Nationalparlament vertreten
- Minshintō, Demokratische Fortschrittspartei, 2016–2018, durch die Vereinigung von Demokratischer Partei und Rumpf-Ishin-no-Tō entstanden, 2017 durch die De-facto-Abspaltung von Kibō no Tō rechts und Konstitutionell-Demokratischer Partei links dezimiert, 2018 mit dem Hauptteil von ersterer aber in der Kokumin Minshutō teilweise wiedervereinigt
- Kibō no Tō, „Partei der Hoffnung“, 2017–2018 & 2018–2021, von Tokios Gouverneurin Yuriko Koike mit größeren Teilen der Demokratischen Fortschrittspartei und einzelnen Liberaldemokraten und Mitgliedern anderer Parteien für die Abgeordnetenhauswahl 2017 gegründete liberale Partei, 2018 mit der Demokratischen Fortschrittspartei zur Demokratischen Volkspartei wieder zusammengeschlossen; fünf Nationalabgeordnete führten die Kibō no Tō jedoch fort (technisch: Neugründung als Abspaltung), die aber ohne Wahlerfolg und nach Parteiaustritten schließlich im Zuge der Abgeordnetenhauswahl 2021, als mit Nariaki Nakayama das letzte Mitglied aus dem Nationalparlament ausschied, aufgelöst wurde
- Kyōiku mushōka o jitsugen suru kai, „Vereinigung zur Realisierung kostenloser Bildung“, Ende 2023 um den Ex-Demokraten Seiji Maehara gegründet,[25] vor der Abgeordnetenhauswahl 2024 weitgehend in der Ishin no kai aufgegangen, ein Abgeordneter wechselte zur Sanseitō.[26]